# Recilia jagannathi
Recilia jagannathi är en insektsart som beskrevs av Dash och Chandrasekhara A. Viraktamath 1995. Recilia jagannathi ingår i släktet Recilia och familjen dvärgstritar. Inga underarter finns listade i Catalogue of Life.